# Katarinabranden 1723

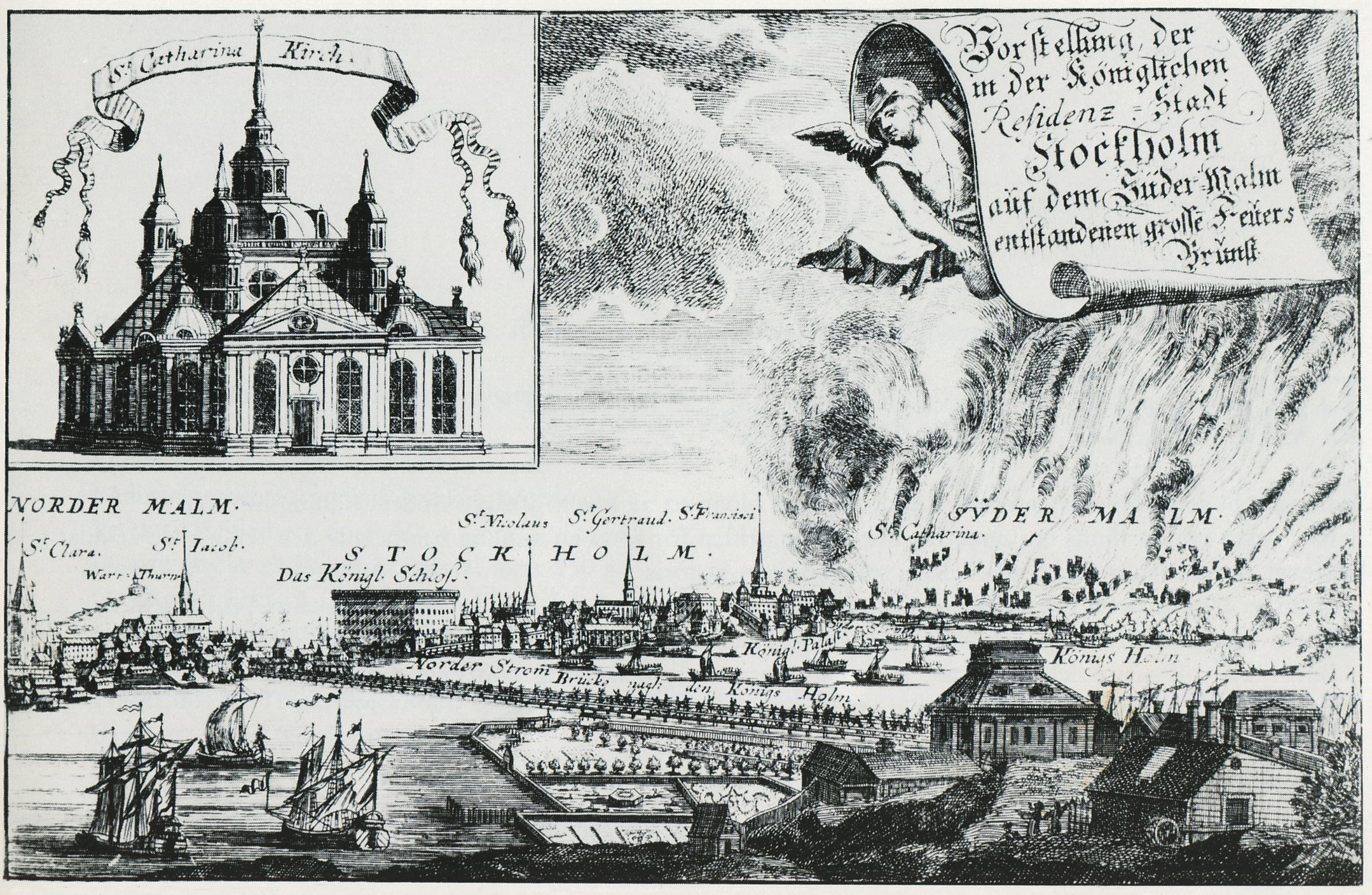
Katarinabranden 1723, sedd från Kungsholmen, avbildad på ett samtida tyskt kopparstick av okänd konstnär.

Katarinabranden 1723 var en storbrand som drabbade Stockholm den 1 maj 1723. 500 gårdar på centrala Södermalm förstördes och Katarina kyrka skadades svårt. "Sankt Katarina förlorade hatten..." diktade författaren Olof Rudbeck i samband med denna brandkatastrof.

## Förloppet
Natten till den 1 maj 1723 kom elden lös i Christian Hanssons kvarn. Den låg på kvarnbacken söder om Maria Magdalena kyrka i Maria Magdalena församling. På grund av västliga vindar spred sig elden snabb österut. Katarina kyrkas kupol och torn fattade eld och störtade samman. Katarinabranden 1723 förstörde 500 hus (varav 448 trähus) av stadens bebyggelse.

## Skildring
Olof Rudbeck diktade och rimmade i "En bedröflig Ihugkommelse öfer Then grymma och fasliga Wåd-Elden Som Yppades uti Kongliga Residens-Staden Stockholm... 1723".
| ” | Ach we! hwad wåda stor tig Stockholm åter händt Utaf en faslig Eld then Södra Malmen brändt. Just på then första Maji; ther han nyss åtta dagar Förrut then Norra swedt; thet mången än beklagar Doch öfer Söder fler som skadan större är Och fruchtan at mer ondt på thetta föllia lär. Alt onda af en Qwarn som stod; för Miöl doch mol En skräcklig grymman Eld med gnistror brandar kohl. Som tände grannar an flög öfer land och watten At Sanct Cathrina och ther af förlorat hatten. Med all then prydna som i hennes gömo war Så at ther bara sten och aska nu är qwar. Thes döde som ej trodt i lifuet skärseld wara The kände honom nu; doch utan sialafara I sina grafar nog; Ja mången liflig kropp Ath Elden lif och blod nu måtte offra opp. | „ |

## Följder
Efter branden började man genast att reparera kyrkan och inom kort kunde den åter användas för gudstjänster. Arbetet med att ge Katarina ett nytt torn med en ny kupol gick till arkitekten Göran Josuae Adelcrantz. Den nya kyrkan blev betydligt högre än den gamla eftersom det nuvarande åttkantiga tornets murar över korsmitten uppfördes först då. Före branden var kupolen med sin lanternin uppförd direkt på den centrala fyrkantens tak mellan de fyra hörntornen, vilket var kyrkans ursprungliga utseende. Kupol och lanternin var klara 1734 och tio år senare var även tornet helt färdigställt. År 1990 brann Katarina kyrka igen och förstördes nästan helt, men återuppbyggdes.
I samband med Katarinabranden 1723 förstördes samtliga hus i omgivningen, ända ner till varvet vid Tegelviken. Trots att man införde ett träbyggnadsförbud 1736 uppfördes husen som kantar Mäster Mikaels gata av trä. Husen räddades åren 1979–1980 genom varsam upprustning och visar numera hur Stockholms 1700-talsbebyggelse kunde se ut.
Den 18 juni 1751 utfärdades en kungörelse "om väderkvarnens stillastående vid timade vådeldar". Kvarnarna "bör stannas och stå stilla samt spjälorna ur vingarna bort tagas så länge brand pågår".

## Andra kyrkbränder i Stockholm 1723
Katarinabranden 1723 var inte den enda kyrkbranden i Stockholm detta år. Natten mellan 14 och 15 maj rasade ett våldsamt oväder över Stockholm. Blixten träffade Sankt Jacobs kyrka (vid nuvarande Kungsträdgården) och Klara kyrka. Jakobs kyrkas torn brann och förstördes; Klara kyrka skadades lindrigt.